# East Coast
East Coast – dawny brytyjski przewoźnik kolejowy prowadzący przewozy na linii East Coast Main Line między Londynem a Szkocją. Firma prowadziła działalność w okresie od 14 listopada 2009 roku do 28 lutego 2015 roku. Główną linią obsługiwaną przez przewoźnika była trasa Londyn - Newcastle - Edynburg - Glasgow.
Pełna nazwa firmy to East Coast Main Line Company Ltd, która jest spółką działającą w ramach Directly Operated Railways Limited utworzoną przez ministerstwo transportu po tym jak National Express Group odmówił dofinansowania prowadzonej przez siebie spółki National Express East Coast i stracił franczyzę na przewóz na tej linii. Do roku 2010 franczyza była częściowo znacjonalizowana.

## Tabor przewoźnika
- British Rail Class 43, które wraz z wagonami Mk3 tworzyły składy Intercity 125.
- British Rail Class 91, które wraz z wagonami Mk4 tworzyły składy Intercity 225.

## Obsługiwane linie
stan na rok 2010:
- Londyn-Leeds: takt 30 minutowy.
- Londyn-Edynburg-Glasgow: takt 1 h, co drugi kurs do Glasgow, są także kursy kończące trasę w Newcastle.
- Londyn-Aberdeen: 3 pociągi dziennie, obsługiwane spalinowymi składami HST.
- Londyn-Aberdeen: 1 pociąg dziennie, obsługiwany spalinowym składem HST.
- Londyn-Hull: 1 pociąg dziennie, obsługiwany spalinowym składem HST.
- Londyn-Skipton: 1 pociąg dziennie, obsługiwany spalinowym składem HST, mimo że linia jest zelektryfikowana.
- Londyn-Skipton: 1 pociąg dziennie.
- Harrogate-Londyn: 1 pociąg dziennie z Harrogate przez Leeds do Londynu, brak pociągu powrotnego.